# Joseph-Gabriel Gleizes de Lablanque
Joseph-Gabriel de Gleizes de La Blanque est un noble et homme politique français né le 28 juillet 1747 à Béziers (Hérault) et décédé le 5 août 1793 à Paris. 

## Biographie

### Origine familiale
Il est fils de Charles de Gleizes de la Blanque, juge-mage, lieutenant général en la sénéchaussée de Béziers, et de Jeanne Marie Louise de Lenoir.
Il appartient à la famille de Gleises, branche dite de La Blanque, du nom d'une métairie située commune du Soulié, dans l'Hérault.
La famille Gleizes de Lablanque s'éteint en 1876 avec le décès de son petit-fils, Ferdinand de Gleizes de Lablanque (1803-1876).

### Charges
Magistrat, il occupe les charges suivantes :
- Lieutenant général civil de la sénéchaussée de Béziers, en remplacement de son père,
- Juge-mage en la même sénéchaussée à compter de 1775 (réception de ses lettres de provision le 27 octobre 1774 et installation le 20 mai 1775), également en remplacement de son père,
- Conseiller du roi en ses conseils,
- Premier conseiller de Monsieur, le frère du roi Louis XVI, (office acquis le 29 août 1781, mais sans pouvoir en prendre possession avant sa suppression par la Révolution).

### Mandat de député
Il est député de la noblesse aux états généraux de 1789 pour la bailliage de Béziers, de son élection le 29 mars 1789 au 30 septembre 1791. Il siège avec la droite et soutient l'Ancien régime. Il s'associe aux Protestations de la droite des 12 et 15 septembre 1791.

### Titres
Il prend les titres de chevalier, seigneur de Béziers en partie, de Corneilhan et autres lieux.

### Autres
Il est membre de l'Académie de sciences et belles-lettres de Béziers.
Son portrait d'enfant, peint par Étienne Loys, est exposé au Musée des Beaux Arts de Béziers à la suite du legs après décès effectué par Adalbert de Valade de Faniès (1818-1896), son arrière-petit-fils.

## Vie privée
Il épouse le 31 mai 1768 à Béziers Catherine-Elisabeth de Barrès de Pouzolles (1751-1840), fille de Thomas de Barrès (1719-1788), major d'infanterie, premier consul-maire de Béziers.
Ils ont 3 enfants : un bébé mort en bas âge (1770-1770), Paul (1772-1863), propriétaire foncier, et Marie Françoise (1775-1845).